# Koritinja
Koritinja is een plaats in de gemeente Karlovac in de Kroatische provincie Karlovac. De plaats telt 110 inwoners (2001).